# Shay Given
Séamus John James Given, známý také jako Shay Given (* 20. dubna 1976), je bývalý irský fotbalový brankář. Zúčastnil se fotbalového MS 2002 a Eura 2012. Je rekordmanem v počtu odehraných zápasů za reprezentaci Irska.